# The Inner Mind
Pour plus de détails, voir Fiche technique et Distribution.
The Inner Mind est un film muet américain réalisé par Otis Turner et sorti en 1911.

## Fiche technique
- Titre : The Inner Mind
- Réalisation : Otis Turner
- Scénario : Henry Kitchell Webster
- Producteur : William Selig
- Société de production : Selig Polyscope Company
- Pays d'origine :  États-Unis
- Format : Noir et blanc — 35 mm — 1,33:1
- Genre : Film dramatique
- Date de sortie : 
  - États-Unis : 2 novembre 1911

## Distribution
- Charles Clary : Professeur Locksley
- Marshall Stedman
- Frank Weed
- William Stowell
- William Kolmar
- Sam Kasai
- Adrienne Kroell
- Kathlyn Williams : la servante